# Fouling (Membrantechnik)

Fouling einer Membran in verschiedenen Schritten: 1) saubere Membran 2) Porenverengung 3) Porenblockade 4) Filterkuchenbildung 5) gesäuberte Membran nach Rückspülung

Unter dem englischsprachigen Begriff Fouling (deutsch ‚Verschmutzung‘, ‚Bewuchs‘) versteht man in der Membrantechnik die Verschmutzung von Filtermembranen. Man unterscheidet hierbei zwischen Fouling allgemein und Biofouling im Speziellen.

## Fouling allgemein
In der Membrantechnik wird bei Ultra- und Mikrofiltration der Prozess sehr stark durch die Filterkuchenbildung (Deckschichtbildung) beeinflusst. Der Effekt kann so stark sein, dass aus einer Mikrofiltration eine Ultrafiltration wird. Die Minimierung dieser Filterkuchenbildung ist der Hauptgrund (neben dem Pinch-Effekt bei Filtration mittels Hohlfasern) für die Anwendung der energieaufwändigeren Tangentialflussfiltration.

## Biofouling
Hierbei handelt es sich um einen meist sehr hartnäckigen Bewuchs von Bakterien, der zur vollständigen Verblockung der Membran führen kann. Vor allem bei der Filtration von Abwässern lagern sich die Mikroorganismen bevorzugt an der Membran an, da die Nährstoffe direkt zu ihnen hingetragen werden.

## Anorganisches Fouling
Unter anorganischem Fouling beziehungsweise kolloidalem Fouling versteht man eine Anlagerung von nichtorganischen Teilchen an die Membranwand. Hierzu zählen Teilchen, wie Silicate, Erdarten, wie zum Beispiel Ton- und Metall-Hydroxidverbindungen, wobei beim anorganischen Fouling hauptsächlich Aluminium-, Eisen- oder Mangan-Hydroxide eine Rolle spielen. Diese lagern sich an der Membran, aber auch in der Membran an und sind deswegen durch Rückspülung nur bedingt zu entfernen.

## Bekämpfung von Fouling
Die gebräuchlichste Maßnahme ist die Rückspülung. Hierbei wird bereits gereinigte Lösung (Permeat) zurück auf die Rohseite gedrückt. Dadurch platzt im Idealfall der größte Teil des Filterkuchens ab und kann aus dem Filterelement ausgetragen werden. Um Biofouling zu bekämpfen, reicht dieser Prozess in der Regel nicht, da sich die Bakterien in einer Schleimschicht verbergen, die oft sehr hartnäckig die Oberfläche belegt. In diesem Falle hilft meist nur eine chemische Reinigung. Eine weitere Option ist die Behandlung mit Vollmetallkatalysatoren als Vorbehandlung vor dem Membranverfahren. Eine Zugabe von Bioziden hilft in diesem Falle kaum, da auch die abgetöteten Mikroorganismen die Membran belegen.

## Die wirtschaftliche Bedeutung von Fouling in der Membrantechnik
Die Deckschichtbildung ist eine tragende Komponente in der Filtration. Sie senkt die Flussleistung des Filterelementes und macht (je nach Zusammensetzung des Zulaufs (Feed)) eine permanente Wartung vonnöten. Die Rückspülmaßnahmen müssen bei stark belasteten Lösungen 1/4 bis 1/2 stündlich durchgeführt werden, was einen hohen Energieverbrauch darstellt. Zudem steht die Anlage zu diesem Zeitpunkt still und kann nicht produzieren. Auch der Chemikalienverbrauch und die Entsorgung der Reinigungslösung stellen eine Kostenbelastung dar.